# Constitution du Niger
Lire en ligne

Consulter

La Constitution de la République du Niger est la dernière loi fondamentale du Niger en date, adoptée par référendum le 31 octobre 2010 et promulguée le 25 novembre de la même année, instaurant de ce fait la Septième République. Elle est abrogée le 26 juillet 2023 à la suite du coup d'État.
Depuis son indépendance en 1960, le Niger a connu sept constitutions.

## Constitution de 1960 instituant la Première République
La Constitution du 8 novembre 1960, régissait l'ordre constitutionnel de la Première République, sous la présidence de Hamani Diori. Elle était en vigueur jusqu'au coup d'état du 15 avril 1974.

## Constitution de 1989 instituant la Seconde République
Après la présidence de Seyni Kountché, le président Ali Saibou fit adopter la Constitution de la Seconde République en 1989. Elle installa un parti unique et une Assemblée consultative.

## Constitution de 1992 instituant la Troisième République
Les mouvements sociaux vont étouffer ce régime jusqu’à la convocation de la Conférence nationale souveraine en juillet 1991, qui va mettre en place des institutions pour une transition démocratique de quinze mois. La constitution de la Troisième République fut adoptée le 26 décembre 1992.

## Constitution de 1996 instituant la Quatrième République
L'instabilité de la Troisième République, marquée par les conflits entre le président de la République Mahamane Ousmane et le premier ministre Hama Amadou incite le chef d'état-major des armées, le colonel Ibrahim Baré Maïnassara à renverser le gouvernement le 27 janvier 1996. L'Assemblée est dissoute, les partis suspendus, la Constitution abrogée. Tous les pouvoirs sont assumés par un Conseil de salut national composé de militaires.
Les pressions extérieures conduisent les militaires à réunir un Forum qui débouche sur l'adoption par référendum, le 12 mai 1996, de la Constitution de la Quatrième République qui établit un régime présidentiel et institue un Sénat. Le général Maïnassara en est élu à la présidence.

## Constitution de 1999 instituant la Cinquième République
La Quatrième République, au cours de laquelle les partis d'opposition n'ont cessé de manifester contre la concentration du pouvoir entre les mains du président Maïnassara, se termine par un coup d'État militaire, le 9 avril 1999 et l'assassinat du président Maïnassara. Un Conseil de réconciliation nationale règle rapidement le débat institutionnel. La Constitution de la Cinquième République est approuvée par référendum le 18 juillet 1999 et promulguée par le décret n° 99-320/PCRN du 9 août 1999. Elle partage le pouvoir entre le président et le premier ministre et tente de constitutionnaliser le principe de la cohabitation. La Constitution a été révisée en 2004.

## Constitution de 2009 instituant la Sixième République
La constitution de 1999, modifiée en 2004, interdisait au président Mamadou Tandja de solliciter un troisième mandat. Le président propose une révision constitutionnelle de grande ampleur afin de se maintenir à la présidence. La Constitution de la Sixième République est approuvée par référendum le 4 août 2009. Tout en gardant la structure de la précédente et reproduisant nombre de ses dispositions, elle établit un régime présidentiel. Le gouvernement n'est plus responsable devant le Parlement qui devient bicaméral. Plusieurs autorités administratives indépendantes sont créées. Mais le nouveau régime est aussitôt renversé par un coup d'État, le 18 février 2010.

## Constitution de 2010 instituant la Septième République
La constitution de la Septième République est approuvée par référendum le 31 octobre 2010. Elle est alors officiellement promulguée le 25 novembre suivant. Elle est abrogée lors du coup d'État de 2023.

## Sources

## Compléments